# Тополница (приток на Джубрена)
Вижте пояснителната страница за други значения на Тополница.
Тополница е река в Западна България, Софийска област, община Самоков и Област Кюстендил, община Дупница, десен приток на река Джубрена от басейна на Струма. Дължината ѝ е 25 km. Отводнява част от югозападните склонове на Верила и северната част на Дупнишката котловина.
Река Тополница извира под името Клисурата на 1230 m н.в., на 1 km източно от връх Голям Дебелец (1415 m), първенецът на планината Верила. Тече в западна посока сред слабо залесен нископланински район в сравнително плитка долина. След село Тополница завива на юг и навлиза в северната част на Дупнишката котловина, т.нар. Горно Дупнишко поле, като в този участък голяма част от коритото ѝ е коригирано с водозащитни диги. Влива се отдясно в река Джубрена на 524 m н.в., само на 420 m преди устието на последната в река Джерман.
Площта на водосборния басейн на реката е 133 km2, което представлява 52,36% от водосборния басейн на река Джубрена.
Основни притоци: → ляв приток, ← десен приток
- → Байнова река
- ← Перала
- ← Яловик
- ← Джурков дол
- ← Конярника
- ← Девикалугер
- ← Раковец
- ← Суха река
- ← Дяковска река (най-голям приток)
- → Барата

Река Тополница е с преобладаващо дъждовно-снежно подхранване с пролетно пълноводие (март-юни) и лятно маловодие (юли-септември).
По течението на реката са разположени 3 села:
- Софийска област

- Община Самоков – Яребковица

- Област Кюстендил

- Община Дупница – Тополница, Яхиново.

В Дупнишката котловина водите на реката се използват за напояване, като за целта на десния ѝ приток Дяковска река е изграден големият язовир „Дяково".
По долината на реката преминава участък от 13,1 km от разклона за село Тополница до град Дупница от първокласен път № 1 от Държавната пътна мрежа Видин – София – Благоевград – ГКПП „Кулата".
В същия участък, по левия бряг на реката преминава и участък от трасето на жп линията София – Благоевград – Кулата.

## Топографска карта
- Лист от карта K-34-59. Мащаб: 1 : 100 000.
- Лист от карта K-34-71. Мащаб: 1 : 100 000.